# Alchemia (przedsiębiorstwo)
Alchemia Spółka Akcyjna (dawniej Garbarnia Brzeg) – polskie przedsiębiorstwo z branży hutniczej z siedzibą w Warszawie, do 2019 notowane na Giełdzie Papierów Wartościowych w Warszawie. Wraz z grupą spółek zależnych prowadzi działalność związaną z produkcją i sprzedażą stali.

## Struktura
Alchemia SA jest podmiotem dominującym grupy kapitałowej, w skład której wchodzą:
- Huta Batory sp. z o.o. (KRS 0000160333) w Chorzowie – 100% udziałów;
  - Batory Serwis sp. z o.o. (KRS 0000146089) w Chorzowie;
- Laboratoria Badań Batory sp. z o.o. (KRS 0000163340) w Chorzowie;
- Huta Bankowa sp. z o.o. (KRS 0000112416 w Dąbrowie Górniczej;
  - Stalkom sp. z o.o. (KRS 0000161707) w Dąbrowie Górniczej;
  - HB Łeba sp. z o.o. (KRS 0000007147) w Dąbrowie Górniczej[2].
- Rurexpol sp. z o.o. w Częstochowie;
- Walcownia Rur Andrzej sp. z o.o w Zawadzkiem.

Kuźnia Batory sp. z o.o. (KRS 0000126832) w Chorzowie została wykreślona z KRS w 2019 roku

## Działalność
Grupa prowadzi działalność w zakresie produkcji i obrotu wyrobami i półwyrobami stalowymi. Alchemia SA zajmuje się handlem a działalność operacyjna odbywa się w spółkach zależnych.
Huta Batory specjalizuje się w wytwarzaniu rur stalowych, przeznaczonych głównie dla przemysłu petrochemicznego i energetycznego; produkuje również stal we wlewkach. Z kolei Huta Bankowa zajmuje się produkcją półwyrobów do produkcji rur, prętów okrągłych i kwadratowych, kształtowników, kątowników, obręczy tramwajowych i kolejowych, pierścieni kuto-walcowanych i kęsów kwadratowych. Kuźnia Batory wytwarza pręty i odkuwki kształtowe. Laboratoria Badań Batory świadczą usługi w zakresie m.in. badań metaloznawczych, składu chemicznego oraz własności mechanicznych i wytrzymałościowych. Rurexpol – producent rur bez szwu o mniejszych średnicach: od 121mm do 273mm, które znajdują zastosowanie m.in. w przemyśle naftowym oraz do przesyłu gazu w trakcie wierceń poszukiwawczych nafty i gazu, jak również samego ich transportu. W Rurexpolu powstają także rury stopowe dla energetyki i rury konstrukcyjne do dalszej obróbki mechanicznej m.in. do siłowników hydraulicznych i elementów konstrukcji hal. Walcownia Rur Andrzej jest producentem gorącowalcowanych stalowych rur o małych średnicach 21,3 mm do 114,3 mm i grubości od 2,0 mm do 10,0 mm. Znajdują one zastosowanie w przemyśle budowlanym, energetycznym, chemicznym, petrochemicznym, budowy maszyn, stoczniowym i gazownictwie.

## Historia
Przedsiębiorstwo, dziś handlujące stalą, działało do niedawna w branży skórzanej. Powstało po II wojnie światowej na gruzach zakładu garbarskiego w Brzegu, założonego w 1811 przez Wilhelma Molla. Zakład ten rozwijał się aż do I wojny światowej, natomiast podczas drugiej został prawie doszczętnie zniszczony. Jeszcze w 1945 z ocalałych elementów wyposażenia fabryki udało się złożyć niezbędne urządzenia, przy pomocy których wyprodukowano pierwszą partię skór na podeszwy. Po reorganizacji w 1952 powstały Nadodrzańskie Zakłady Garbarskie. W 1962 przedsiębiorstwo zostało włączone do Zakładów Przemysłu Skórzanego "Otmęt" i działało jako Zakład Garbarski w Brzegu, stopniowo przestawiając się z produkcji skór twardych na miękkie, przeznaczone na wierzchy obuwia. W następnych latach zakład przebudowano i zmodernizowano. Od 1972 rozpoczął on wytwarzanie skór bydlęcych do produkcji obuwia.
W 1990 wytwórnia stała się samodzielnym przedsiębiorstwem, w 1991 przekształconym w spółkę akcyjną. W 1995 skarb państwa wniósł jej akcje do narodowych funduszy inwestycyjnych. 19 maja 1998 Garbarnia Brzeg zadebiutowała na Giełdzie Papierów Wartościowych w Warszawie. Do I kwartału 2004 wytwarzała skóry świńskie i bydlęce do produkcji obuwia, odzieży, wyrobów galanteryjnych a także artykułów technicznych.
Wiosną 2004 przedsiębiorstwo zarzuciło dotychczasową działalność, związany z nią majątek wydzierżawiając Zakładowi Garbarskiemu "Skotan", a następnie zajęło się recyklingiem odpadów z tworzyw sztucznych. W grudniu 2004 otrzymało koncesję na obrót paliwami ciekłymi. W styczniu 2005 zmieniło nazwę na obecną.
We wrześniu 2005 "Alchemia" przejęła wszystkie udziały w chorzowskiej Hucie Batory, rozpoczynając budowę grupy kapitałowej w branży metalowej. W czerwcu 2006 nabyła spółkę remontową Batory Serwis, a w listopadzie – firmę serwisową "Hydromech". W grudniu 2006 kupiła Laboratoria Badań Batory, w styczniu 2007 – Hutę Bankową, a w marcu – Kuźnię Batory. W listopadzie 2007 Alchemia sprzedała "Hydromech". Na początku stycznia 2011 roku Grupa poszerzyła się o kolejnego producenta rur bez szwu – częstochowski Rurexpol. A we wrześniu tego samego roku do Grupy dołączyła Walcownia Rur Andrzej produkująca gorącowalcowane rury stalowe bez szwu o małych średnicach.

## Akcjonariat
Według danych z października 2012 r. największymi akcjonariuszami spółki byli:
- Roman Karkosik z podmiotami zależnymi, posiadający 64,19% akcji i głosów na WZA;
- jego żona Grażyna – 9,39%;
- Unibax sp. z o.o. – 7,00%;

Pozostali posiadają 19,42% akcji i głosów.